# Mistral (Wind)

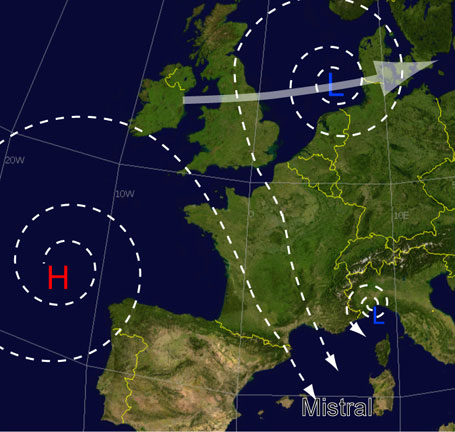
Der Mistral und seine Entstehung – die Luftströmung verläuft um das Tiefdruckgebiet gegen den Uhrzeigersinn (nördliche Hemisphäre) ins Tief hinein. Dadurch ergibt sich in dieser Konstellation ein geostrophischer Wind aus etwa nordwestlicher Richtung.

Der Mistral (provençalisch mistrau, okzitanisch mistral, magistral, katalanisch mestral, korsisch, italienisch maestrale) ist ein katabatischer Wind, also ein kalter, trockener und oft starker Fallwind, der sich im unteren Rhônetal (und darüber hinaus) bemerkbar macht. Im Rhonetal weht er aus Nord, an der Côte d’Azur und auf Korsika dreht er nach West. Etymologisch sind die regional leicht unterschiedlichen Bezeichnungen von den jeweiligen Wörtern für „Meister“ oder „meisterlich“ abgeleitet.

## Ausbreitung
Die Bezeichnung „Mistral“ wird vor allem in Verbindung mit der Provence verwendet, aber auch die Provinz Languedoc (östlich von Montpellier), das Département Var (Fréjus) und das gesamte untere Rhônetal (von Lyon bis Marseille) sind betroffen. Der östliche Teil der Côte d’Azur, die sogenannte „Französische Riviera“, mit den höher aufragenden Bergen dagegen ist geschützt und bleibt von dem als meist unangenehm empfundenen Wind fast immer verschont. Ein besonderes Kennzeichen der provençalischen Architektur sind die schmiedeeisernen Glockenkäfige auf Kirchtürmen etc. Ihre winddurchlässigen Formen setzen dem Mistral deutlich weniger Widerstand entgegen als Glockengiebel oder Spitzhelme.
Im Meer führt der Mistral schon als starker oder steifer Wind (6-7 Bft) zu einem ausgeprägten und über Tage und Nächte konstanten Windfeld, das den Golfe du Lion überdecken und bis zu den Inseln Menorca und Sardinien reichen kann; bei stärkeren Winden in Ausläufern auch darüber hinaus bis in den Golf von Tunis und an die afrikanische Nordküste. Die Straße von Bonifacio kann den Mistral lokal noch mal als Düse verstärken und Richtung Osten umlenken.

## Grundlagen
Der Mistral kann zuerst recht sanft und durch die Landmasse noch aufgewärmt und deshalb warm wehen. Nach einigen Stunden oder gar Tagen kann er sich zu einem starken bis stürmischen Wind entwickeln, der aus nordwestlicher Richtung über Frankreich in den Mittelmeerraum weht. Typisch ist dann ein wolkenloser, dunkelblauer Himmel, gute Fernsicht, nachts ein beeindruckender Sternenhimmel und ein erheblicher Abfall der Temperatur. Er kann tagelang wehen und tritt so häufig auf, dass die Bäume im Rhonetal oft in Windrichtung nach Süden hin gebogen sind (Windflüchter).

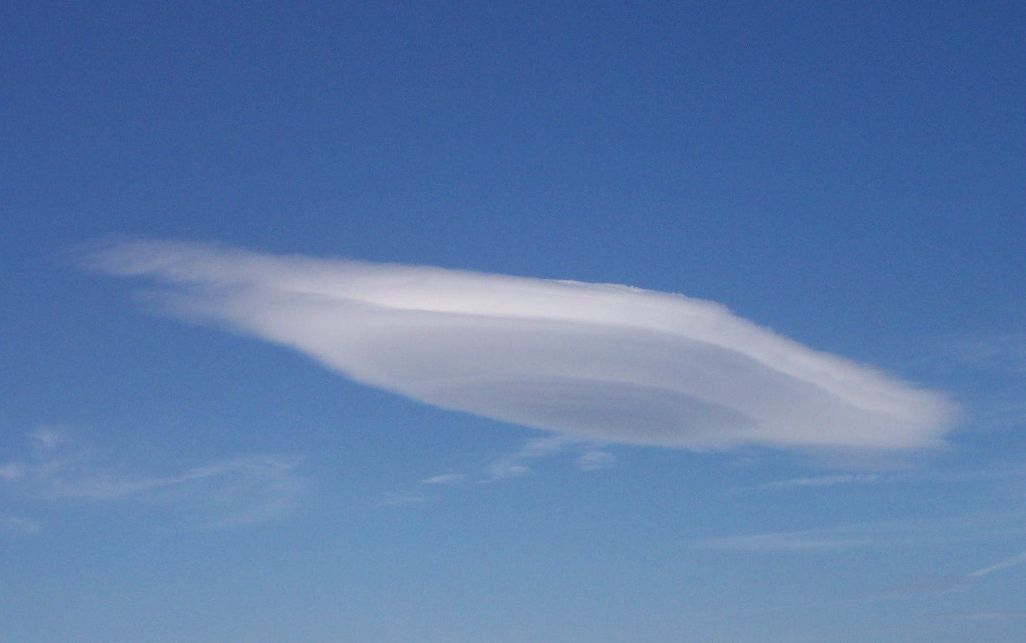
Lenticulariswolke

Wenn ein Tief über Nordfrankreich in Richtung Osten abzieht, ist die klassische Ausgangslage für den Mistral gegeben. Der Wind entsteht durch in den Mittelmeerraum einströmende Polarluft. Die Alpen und Cevennen bilden eine Blockade, so dass die kalte Polarluft ins Rhonetal, ein Grabenbruch zwischen den beiden genannten Gebirgen, gelangt. Durch diese Kanalisierung (Düseneffekt) entstehen dort hohe Windgeschwindigkeiten von 50–75 km/h, in Spitzen über 135 km/h.
Die typische Mistralwetterlage wird geprägt von hohem Luftdruck über der Biskaya und einem Tiefdruckgebiet über Italien. Diese Lage stellt sich häufig in Verbindung mit Kaltlufteinbrüchen aus Norden ein, deren Hauptstoßrichtung über Großbritannien bis in den nordwestlichen Mittelmeerraum verläuft. Dort trifft die Kaltluft auf wärmere Mittelmeerluft. Dies bietet günstige Voraussetzungen für die Entstehung eines Genuatiefs.
Ein Indiz für den sehr plötzlich einsetzenden Mistral sind die sehr auffälligen Lenticulariswolken.

## Zur Benennung

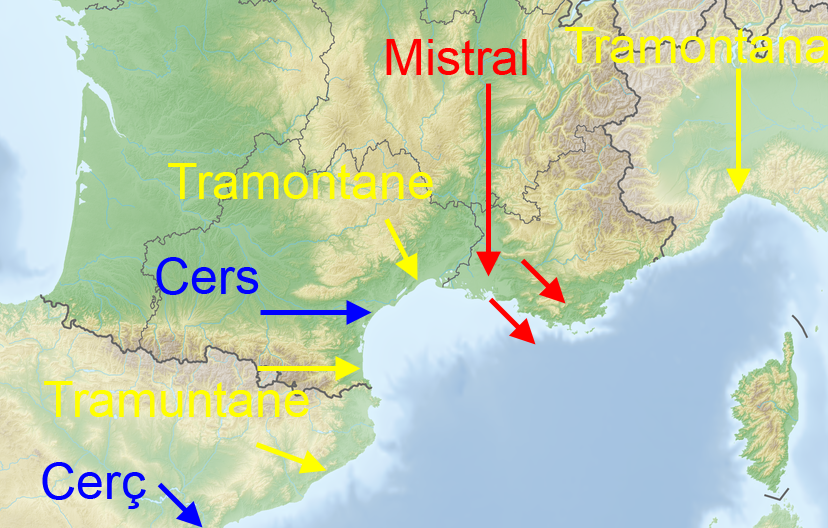
Winde vom Land zum Meer an der französischen Mittelmeerküste und den Nachbarküsten, jeweils in den örtlichen Sprachen (Katalanisch, Französisch, Italienisch).

Die Provenzalen kennen 32 Winde aus allen Himmelsrichtungen, und der Mistral ist in der Provence der direkt aus Nordwest wehende Wind. Den sehr starken Mistral nennt man auch Aurassos und einen sehr kalten Mistral Cisampo. In Sardinien und Sizilien heißt er Maestrale.
Ein ähnliches Phänomen ist der Cers, der ebenfalls durch ein Tal bläst, nämlich zwischen dem Massif Central im Norden und den Pyrenäen im Süden, vom Lauragais durch das Tal der Aude zum Mittelmeer bei Narbonne. Am Unterlauf des Ebro, bei Tarragona wird ein entsprechender Wind auf Katalanisch Cerç genannt.
Die Definition von Mistral bei den Provenzalen ist uneinheitlich. Für die einen ist Mistral ein nur im Rhônetal wehender Nordwest-Wind. Demnach kann es weiter östlich, z. B. an der Côte d’Azur, eigentlich keinen Mistral geben. Andere sprechen aber bei (kalten) Nord-Winden an der Côte d’Azur auch von Mistral.
Der Wind, der als Fallwind über die Cevennen beziehungsweise das Zentralmassiv zum Mittelmeer strömt heißt Tramontane und weht entsprechend in Nord-Süd-Richtung. Andere Quellen bezeichnen den Mistral als einen Fallwind aus den Bergen des Zentralmassivs, der trotz trockenadiabatischer Erwärmung als kalt empfunden wird, da er in die wärmere Mittelmeerluft strömt.

## Mistral und Umwelt
Der Mistral ist sehr trocken und entzieht dem Boden Feuchtigkeit, was die Waldbrandgefahr in der Provence erheblich erhöht. Er verursacht Schäden im Baumwuchs, was insbesondere für den Obst- und Olivenanbau von Bedeutung ist, da diese nur in windgeschützten Lagen möglich sind. Für den Feldbau bringt er jedoch auch Vorteile, da sich Pilzkrankheiten und Schadinsekten nur geringfügig bis gar nicht ausbreiten können.

## Bilder

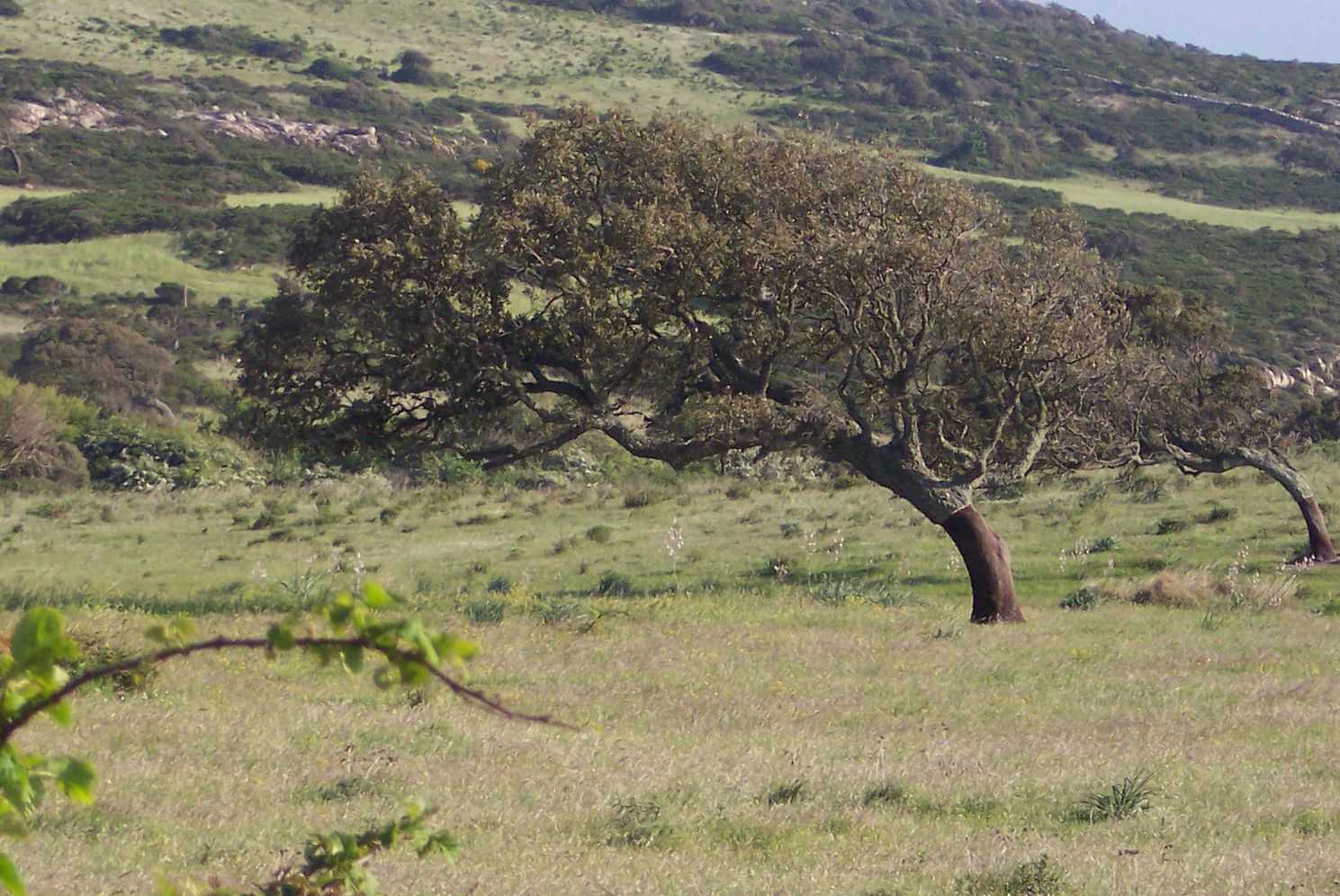
Durch den Mistral geformte Korkeiche
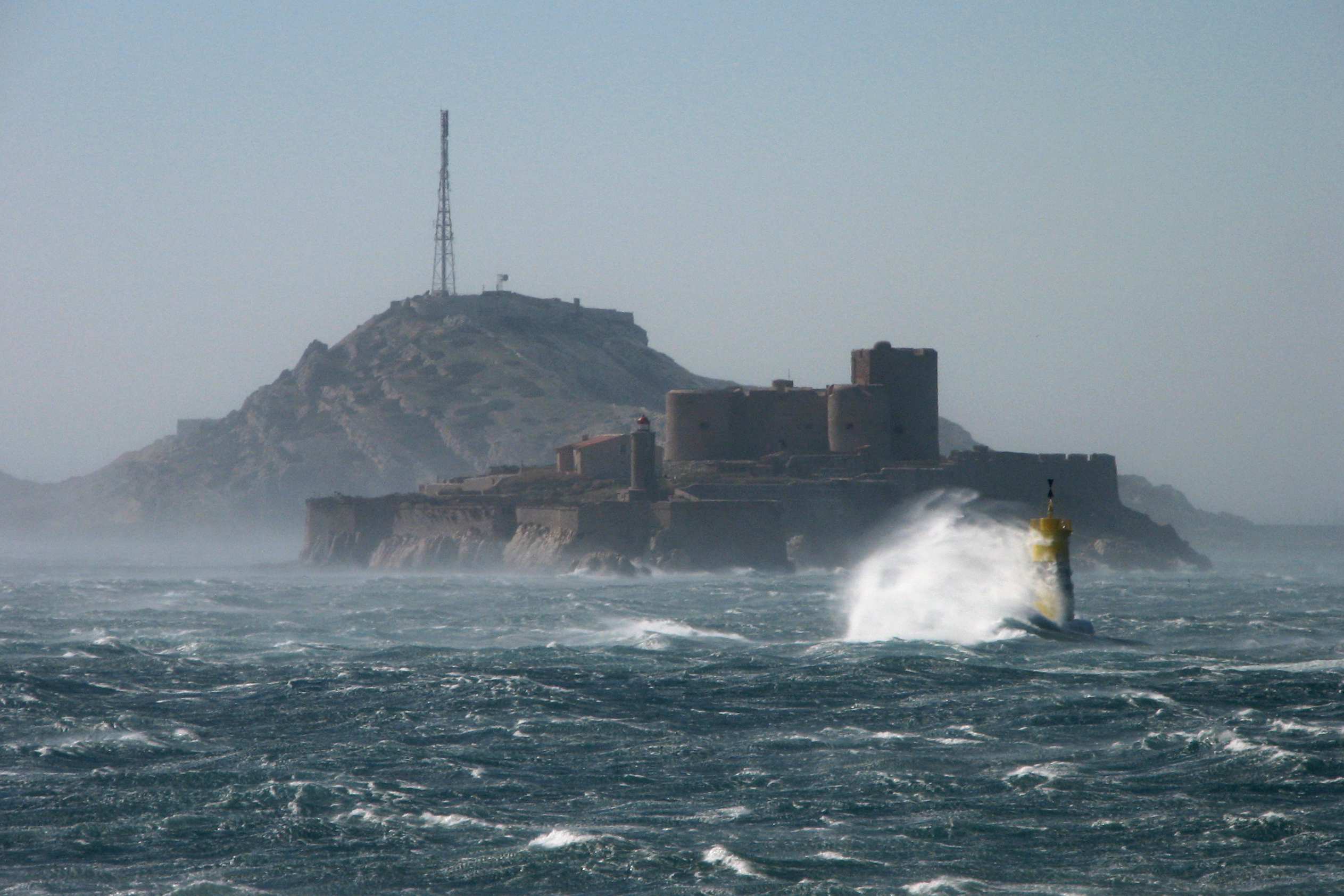
Mistral über der Insel Château d’If vor Marseille
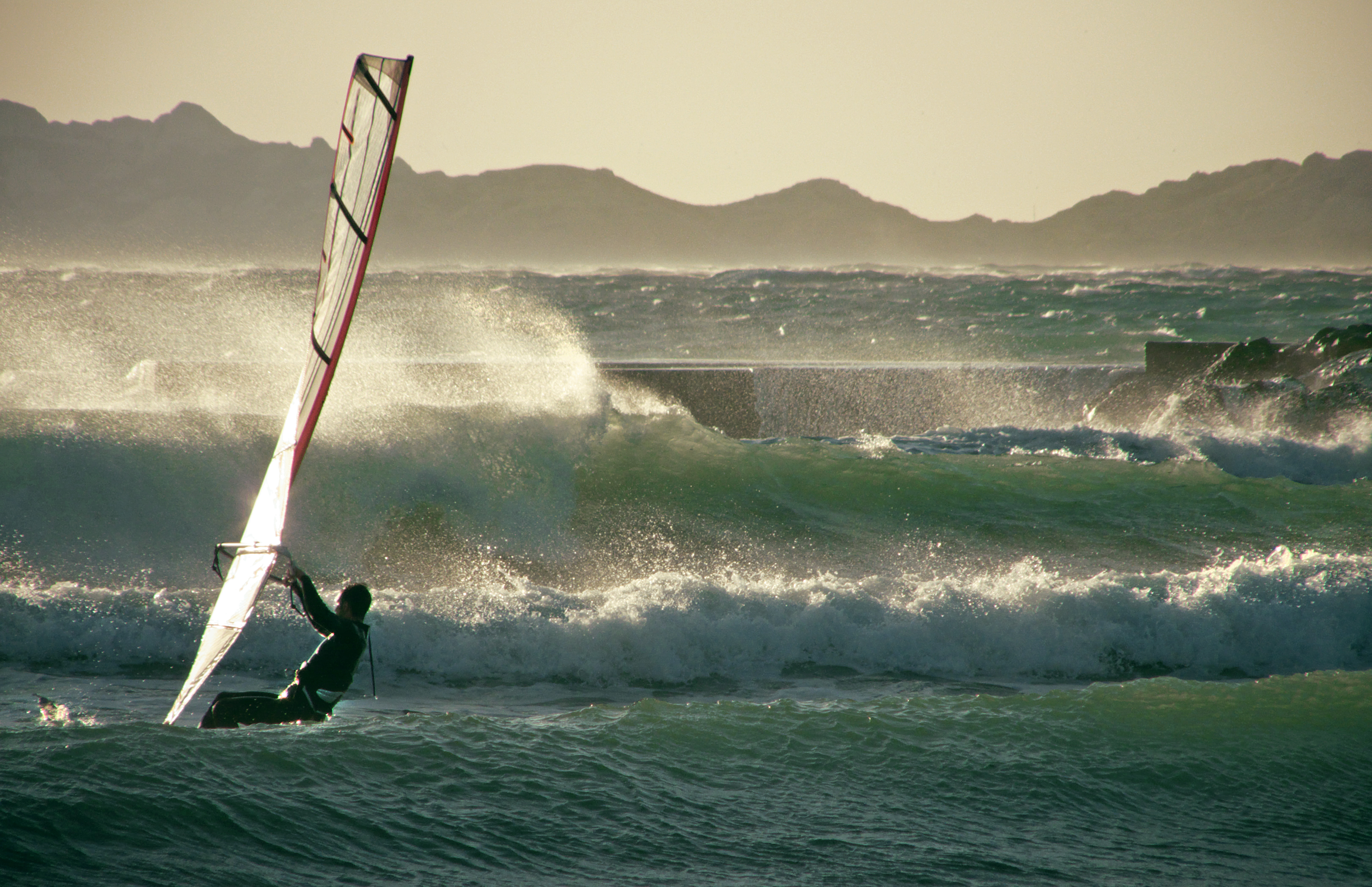
Gischtende Brecher bei Mistral, Plage du Prado